# تپه شیب گوره (۲)
تپه شیب گوره (۲) مربوط به دوره هخامنشی است و در شهرستان زهک، بخش جزینک، دهستان جزینک، ۱۰۰ متری جنوب شرقی روستای خیرآباد واقع شده و این اثر در تاریخ ۱۲ دی ۱۳۸۶ با شمارهٔ ثبت ۲۰۳۴۶ به‌عنوان یکی از آثار ملی ایران به ثبت رسیده است.